# Negeri Antara
Negeri Antara is een bestuurslaag in het regentschap Bener Meriah van de provincie Atjeh, Indonesië. Negeri Antara telt 1137 inwoners (volkstelling 2010).